# توماس بوتس جيمس
توماس بوتس جيمس (بالإنجليزية: Thomas Potts James)‏ هو عالم نبات أمريكي، ولد في 1 سبتمبر 1803 في مقاطعة ديلاوير في الولايات المتحدة، وتوفي في 22 فبراير 1882.